# 河北省立河北大学
河北省立河北大学，原為直隸省立河北大學，直鲁豫巡阅史曹锟驻扎直隶省期间，1921年6月把直隶公立农业专门学校、直隶公立医学专门学校、直隶高等师范学校及天津私立法政学校合并于保定成立的大学，设农、医、文、法四科 ，是河北省第一所综合性大学。校址在直隶公立农业专门学校、直隶公立医学专门学校旧址：保定西南西下关街灵雨寺。曹锟的四弟、直隶省长曹锐兼任校长。
直隶公立农业专门学校前身是1902年建立的直隶农务学堂，位于霍家大院。1912年，直隶高等学堂迁往天津并入北洋大学，原校址（灵雨寺）组建直隶公立医学专门学校。
河北大学存续的十年间规模不大，学生人数在200－250人。
1931年10月，经河北省政府委员会批准，河北省教育厅下令停办河北大学，该校的文、法两科学生迁往北平、天津转校，教师辞退；农、医两科则留在保定，改建为河北省立农学院与河北省立医学院。

## 后身学校
- 河北农业大学
- 河北医科大学